# Ута (приток Кубни)
Ута́ (чув. Вăта) — река в Чувашии, левый приток реки Кубня. Протекает в Канашском и Янтиковском районах.
Длина реки 43 км, площадь бассейна 833 км². Исток на юге Канашского района у выселка Новые Мамеи (в 1,5 км западнее выселка Кибечи). Течёт на восток, пересекает Янтиковский район и впадает в Кубню на границе с Татарстаном, в 1,7 км к юго-западу от выселка Октябрь.
Берега реки сильно изрезаны оврагами. В устьевой части влево отходит протока к реке Аль. Густота речной сети в бассейне 0,61 км/км². Леса расположены по периметру водосбора на юге, западе и севере.
В верхнем течении реку пересекает автодорога А151 «Цивильск — Ульяновск».
Течение проходит по густонаселённой местности. Крупнейшие населённые пункты:
- на реке (0,5—1,0 тыс. чел.) — Вутабоси, Можарки, Караклы, Кармалы;
- в бассейне (от 1 тыс. чел.) — Канаш (частично), Янтиково, Турмыши, Малые Бикшихи, Яншихово-Норваши.

###### Основные притоки
(расстояние от устья)
- 0,5 км лв: Аль (дл. 30 км)
- пр: Уйбусь-Сирма
- 22 км лв: Аниш (дл. 14 км)
- 29 км лв: Озирма (дл. 11 км)

## Данные водного реестра
По данным государственного водного реестра России относится к Верхневолжскому бассейновому округу, водохозяйственный участок реки — Свияга от села Альшеево и до устья, речной подбассейн реки — Волга от впадения Оки до Куйбышевского водохранилища (без бассейна Суры). Речной бассейн реки — (Верхняя) Волга до Куйбышевского водохранилища (без бассейна Оки).
Код водного объекта в государственном водном реестре — 08010400612112100002997.

## Название
Чув. вăта «середина». Тюркские соответствия: турец., кирг., азерб., уйг., чагат. орта «середина, половина»; казах. урта «середина», «средний» (В. В. Радлов). В чувашском, тюркском -р- выпала, перед губными анлаутными о, у в нём, как правило, появляется протеза (Егоров, ЭСЧЯ, 51).— Географические названия Чувашской Республики

## Прочее
По реке Ута проходит условная граница расселения двух этнографических групп чуваш — средненизовых (севернее течения реки) и низовых (южнее течения реки) чуваш.